# Basilica Neptuni
De Basilica Neptuni (Nederlands:Basilica van Neptunus) was een basilica op het Marsveld in het oude Rome. 

Het is vrijwel zeker het gebouw waarvan enkele restanten nog direct achter het Pantheon zichtbaar zijn.

## Geschiedenis
De basilica werd oorspronkelijk gebouwd door Marcus Agrippa, vriend en rechterhand van keizer Augustus. Agrippa bouwde tussen 27 en zijn dood in 12 v.Chr. een aantal publieke gebouwen op een stuk land op het Marsveld dat in zijn bezit was. Dit waren; de Basilica Neptuni, het Pantheon, de Tuinen van Agrippa met het Stagnum Agrippae (een kunstmatig meer), de Thermae Agrippae en de Porticus van Vipsania.
Agrippa liet de basilica bouwen ter ere van zijn overwinningen zee op Sextus Pompeius (Naulochus, 36 v.Chr.) en op Marcus Antonius (Actium, 31 v.Chr.). Agrippa wijdde het gebouw vervolgens aan Neptunus, de zeegod waar Sextus Pompeius beweerde van af te stammen.
Tijdens de grote brand van 80 werd de basilica beschadigd, maar waarschijnlijk liet Domitianus hem weer restaureren. Hadrianus liet de basilica na een nieuwe brand herbouwen, tegelijk met het Pantheon. Een groot deel van de Basilica stond nog tot na de middeleeuwen overeind.

## Het gebouw
De Basilica Neptuni stond direct achter het Pantheon, maar was er niet tegenaan gebouwd. Het gebouw stond wel vast aan de Thermen van Agrippa en maakte vermoedelijk na de herbouw van Hadrianus ook deel uit van dit complex.
De 16e-eeuwse Italiaanse architect Andrea Palladio maakte enkele tekeningen van het gebouw, waarvan het uiterlijk zodoende bekend is gebleven. Het was een groot rechthoekig gebouw, met op de lange zijden rechthoekige nissen en op de noordelijke korte zijde een halfronde exedra. De hoofdingang was via de thermen te bereiken, een kleinere ingang in de oostelijke muur gaf waarschijnlijk toegang tot de Porticus van de Argonauten bij de Saepta Julia. Het gewelfde dak steunde op acht zuilen in de Korinthische orde.

## Restanten
Direct achter het Pantheon staat nog een deel van de basilica overeind. Tegen de muur zijn fragmenten van de fries en een Kortintische zuil geplaatst. Op de fries uit de tijd van Hadrianus staan zeemotieven afgebeeld. Andere delen van het gebouw liggen nu begraven onder de huizen die in de middeleeuwen over de restanten basilica heen zijn gebouwd.

## Afbeeldingen

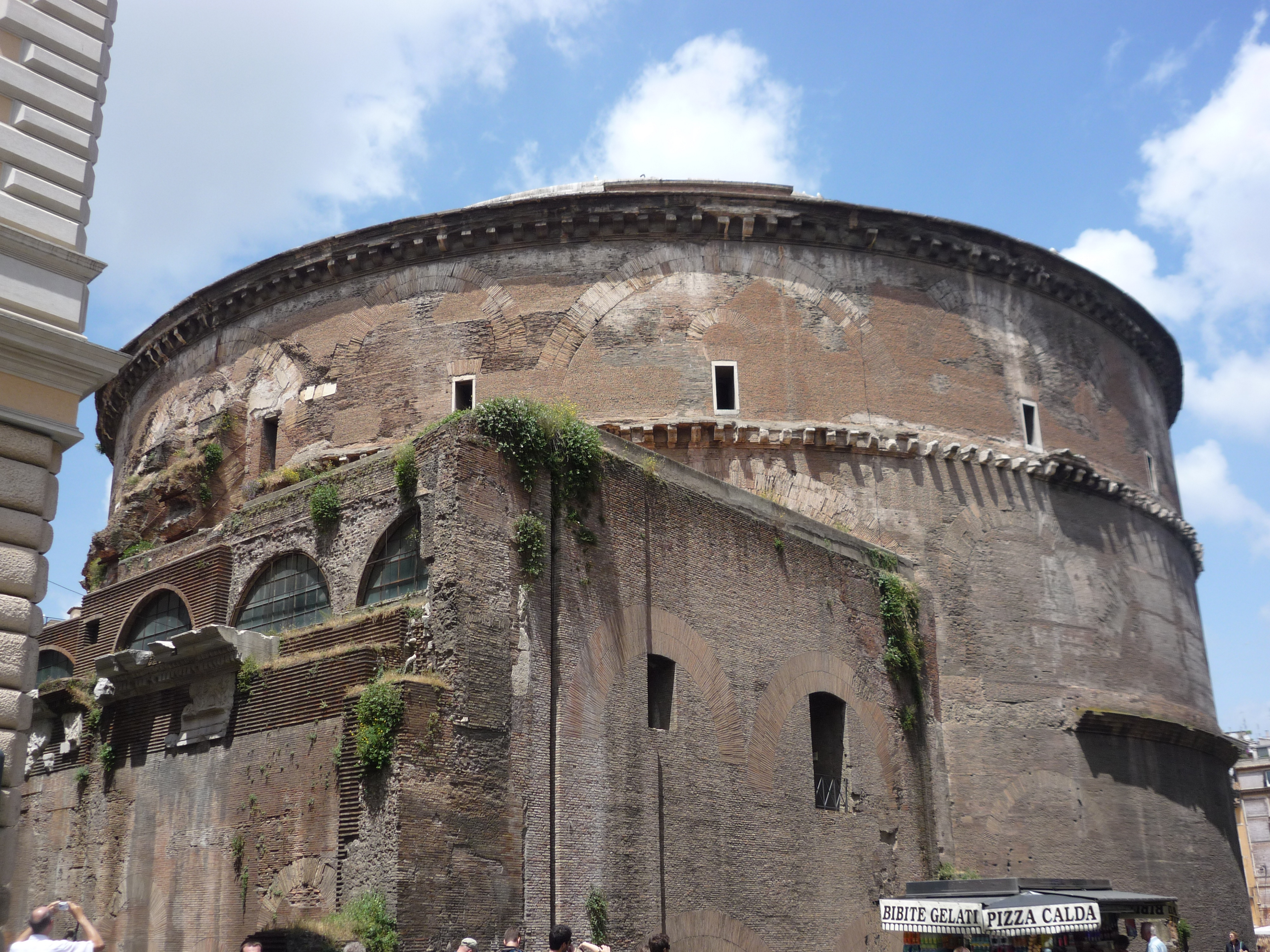
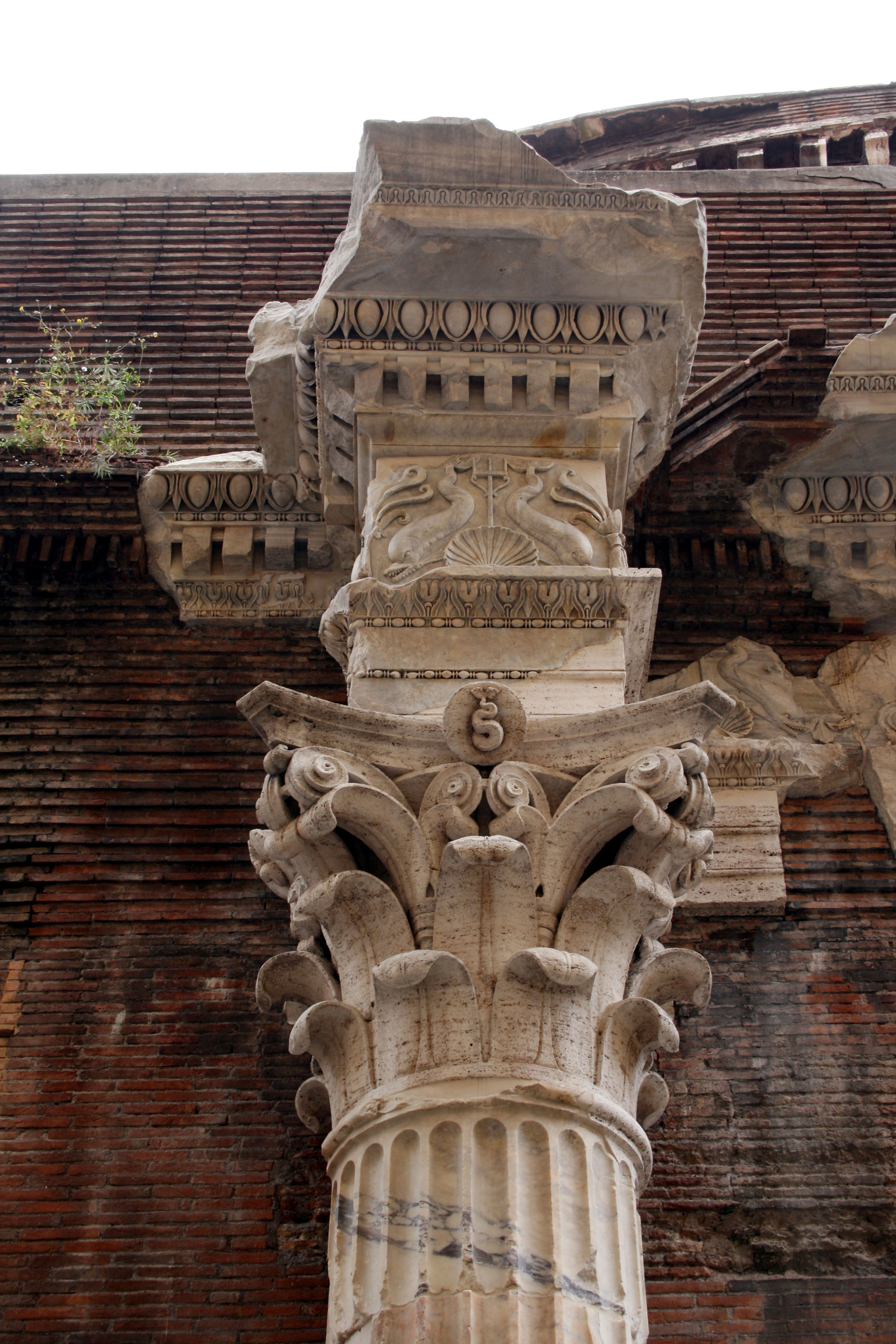
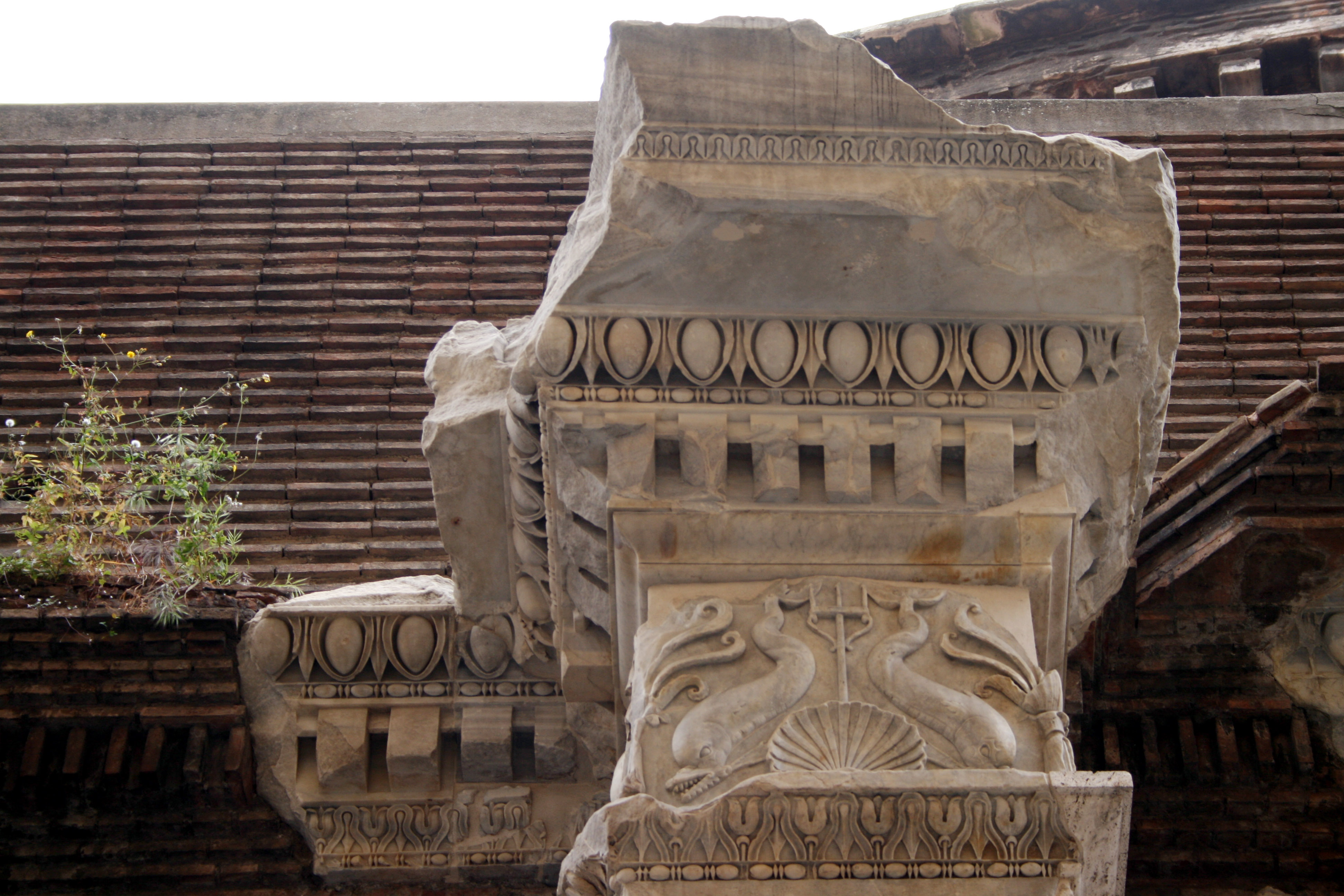

| Plan van het centrale Marsveld |
| --- |
| Thermen van Nero Stadion van Domitianus Pantheon Basilica van Neptunus Thermen van Agrippa Stagnum? Odeum van Domitianus Insulae uit de Hadriaanse tijd Magazijnen ? Magazijnen ? Magazijnen ? Saepta Iulia Diribitorium Porticus Divorum Aqua Virgo Boog van Claudius Porticus Vipsania Kazerne van de Ie cohorte van de Vigiles Iseum Tempel van Minerva Chalcidica Altaar van Mars Via Flaminia Via Flaminia Tempel van Hadrianus Tempel van Matidia Theater van Pompeius Tempels van de Largo Argentina Porticus van Minucius Zuil van Marcus Aurelius T. van M. Aurelius en Faustina (?) Boog van M. Aurelius (?) Zuil van Antoninus Pius Ustrinum van Faustina de Oudere Ustrinum van Faustina de Jongere Via Recta Porticus en tempel van Bonus Eventus Porticus van Pompeius Arcus Novus Porticus van Meleager Porticus van de Argonauten Piazza della Rotonda Villa Publica |